# Объединённая социалистическая партия Каталонии
Объединённая социалистическая партия Каталонии (ОСПК; кат. Partit Socialista Unificat de Catalunya, PSUC) — крайне левая коммунистическая и националистическая партия, основанная 23 июля 1936 года в результате объединения четырёх левых групп: Каталонской федерации Испанской социалистической рабочей партии (ИСРП), Коммунистической партии Каталонии (Каталонское отделение Коммунистической партии Испании), Социалистического союза Каталонии и Каталонской пролетарской партии. В неё также вошла часть неортодоксально-марксистского Рабоче-крестьянского блока, не вошедшая в ПОУМ. Первая конференция ОСПК состоялась в Барселоне в июле 1937 года.
По оценкам «Burnett Bolloten», в момент создания партия насчитывала около 2500 членов. Партийные ряды увеличились до 50 000 членов девять месяцев спустя и 60 000 членов через год после основания ОСПК. Партия контролировала руководство Всеобщего союза трудящихся Каталонии (ВСТК), объединявшего в ноябре 1937 года около 2000 профсоюзов, в которых состояло 594 000 человек.

## История
Объединённая социалистическая партия Каталонии играла важную роль в последний период существования Второй Испанской республики и в годы гражданской войны в Испании, являясь, помимо прочего, единственной региональной партией, входившей в Коминтерн. ОСПК не входила в Коммунистическую партию Испании, но в то же время тесно с ней сотрудничала, имея с КПИ отношения, близкие к отношениям между ХДС Германии и ХСС Баварии.
Во время гражданской войны 1936—1939 годов ОСПК играла важную роль в сформированном из партий Народного фронта Женералитате — каталонском автономном правительстве. Около 15 000 её членов сражались на фронтах (на Арагонском фронте её бойцы сформировали дивизию имени Карла Маркса).
Одновременно ОСПК использовала своё влияние для сталинизации органов власти и преследования своих политических конкурентов на левом фланге. Она стала основным защитником каталонского среднего класса, выступая вместе с Каталонской федерацией мелких предпринимателей и производителей, объединявшей около 18 000 торговцев и ремесленников, против захвата земель, поощряемого анархистами из Национальной конфедерации труда и антисталинистскими коммунистами (часто определяемыми как троцкисты) из Рабочей партии марксистского единства (ПОУМ).
Во время режима Франсиско Франко Объединённая социалистическая партия Каталонии, как и прочие левые силы, была объявлена вне закона. Однако она продолжала активно действовать как внутри Испании, подпольно, так и за её пределами. ОСПК была самой крупной оппозиционной партией в Каталонии и после падения режима стала массовой партией. ОСПК вела активную антифранкистскую деятельность: так, в марте 1951 года она участвовала в проведении в Барселоне всеобщей забастовки протеста против роста цен, а на своём первом съезде в октябре 1956 года призвала к широкому фронту антифашистских и демократических сил «Каталонская солидарность». В подполье издавала газету «Требай» («Trebal») и журнал «Орисонс» («Horitzons»).
В апреле 1977 года во время перехода Испании к демократии Объединённая социалистическая партия Каталонии была легализована. На выборах 1977 и 1979 годов получала по 8 мест в Конгрессе депутатов, после чего начинается спад. На выборах 1982 года завоевала всего одно место, после этого участвовала в выборах в составе широких левых коалиций.
Постепенно ОСПК и КПИ стали расходиться идеологически, и со временем каталонская партия стала участвовать в деятельности коалиции Инициатива для Каталонии, а позже перестала функционировать в качестве отдельной партии, войдя в состав экосоциалистической партии Инициатива для Каталонии — Зелёные. Последнее вызвало раскол в ОСПК, и в 1997 году была создана «Живая ОСПК» (кат. PSUC viu), ставшая новым партнёром КПИ в Каталонии. В ноябре 2014 года «Живая ОСПК» и Партия коммунистов Каталонии объединились в партию «Коммунисты Каталонии».

## Результаты на выборах
Результаты на выборах в Парламент Каталонии
| Год  | Лидер                 | Голоса  | Голоса | Голоса     | Мандаты   | Мандаты    | Мандаты | Место |
| Год  | Лидер                 | Кол-во  | +/-    | %          | Кол-во    | +/-        | %       | Место |
| ---- | --------------------- | ------- | ------ | ---------- | --------- | ---------- | ------- | ----- |
| 1980 | Хосеп Бенет           | 507 753 | 18,68  | Первый раз | 25 из 135 | Первый раз | 18,52   | 3-е   |
| 1984 | Антони Гутьеррес Диас | 160 581 | 5,58   | ▼ 13,1     | 6 из 135  | ▼ 19       | 4,44    | 4-е   |